# 第54回ベルリン国際映画祭
第54回ベルリン国際映画祭は2004年2月5日から15日まで開催された。

## 概要
コンペティション部門の長編映画23本を含め、365本の作品が上映された。最高賞である金熊賞を受賞したのは、トルコ系ドイツ人監督ファティ・アキンの『愛より強く』であった。

## 受賞
- 金熊賞：『愛より強く』(ファティ・アキン)
- 銀熊賞
  - 審査員グランプリ：『僕と未来とブエノスアイレス』 (ダニエル・ブルマン)
  - 監督賞：キム・ギドク (『サマリア』)
  - 男優賞：ダニエル・エンドレール (『僕と未来とブエノスアイレス』)
  - 女優賞：カタリーナ・サンディノ・モレノ (『そして、ひと粒のひかり』)、シャーリーズ・セロン (『モンスター』)
  - 芸術貢献賞：『Om jag vänder mig om』の俳優達に対して
  - 音楽賞：バンダ・オシリス (『Primo Amore』)

## 上映作品

### コンペティション部門
長編映画のみ記載。アルファベット順。邦題がついていない場合は原題の下に英題。
| 題名 原題                                     | 監督                             | 製作国                                  |
| --------------------------------------------- | -------------------------------- | --------------------------------------- |
| 20.30.40の恋 20 30 40                         | シルヴィア・チャン               | 香港 台湾 日本                          |
| 冬の25度 25 degrés en hiver                   | ステファーヌ・ヴュイエ           | ベルギー フランス スペイン ロシア       |
| やさしくキスをして Ae Fond Kiss...            | ケン・ローチ                     | イギリス ベルギー ドイツ 他             |
| ビフォア・サンセット Before Sunset            | リチャード・リンクレイター       | アメリカ合衆国                          |
| 親密すぎるうちあけ話 Confidences trop intimes | パトリス・ルコント               | フランス                                |
| イン・マイ・カントリー Country of My Skull    | ジョン・ブアマン                 | イギリス アイルランド 南アフリカ共和国  |
| Die Nacht singt ihre Lieder (Nightsongs)      | ロムアルト・カルマカル           | ドイツ                                  |
| 僕と未来とブエノスアイレス El abrazo partido  | ダニエル・ブルマン               | アルゼンチン フランス イタリア スペイン |
| 赤信号 Feux rouges                            | セドリック・カーン               | フランス                                |
| Forbrydelser (In Your Hands)                  | アネット・K・オレセン            | デンマーク                              |
| 愛より強く Gegen die Wand                     | ファティ・アキン                 | ドイツ トルコ                           |
| La vida que te espera (Your Next Life)        | マヌエル・グティエレス・アラゴン | スペイン                                |
| そして、ひと粒のひかり Maria Full of Grace    | ジョシュア・マーストン           | アメリカ合衆国 コロンビア               |
| モンスター Monster                            | パティ・ジェンキンス             | アメリカ合衆国                          |
| Om jag vänder mig om (Daybreak)               | ビョルン・ルニイェ               | スウェーデン                            |
| Primo Amore (First Love)                      | マッテオ・ガローネ               | イタリア                                |
| サマリア 사마리아                             | キム・ギドク                     | 韓国                                    |
| Svjedoci (Witnesses)                          | ヴィンコ・ブレシャン             | クロアチア                              |
| The Beautiful Country                         | ハンス・ペテル・モランド         | アメリカ合衆国 ノルウェー               |
| ファイナル・カット Final Cut                  | オマー・ナイーム                 | カナダ ドイツ                           |
| ミッシング The Missing                        | ロン・ハワード                   | アメリカ合衆国                          |
| エレニの旅 Τριλογία - Το Λιβάδι που Δακρύζει  | テオ・アンゲロプロス             | ギリシャ イタリア フランス ドイツ       |
| 三重スパイ Triple agent                       | エリック・ロメール               | フランス イタリア スペイン 他           |

### コンペティション外
- 『コールド マウンテン』 – アンソニー・ミンゲラ (アメリカ)
- 『ライトニング・イン・ア・ボトル ～ラジオシティ・ミュージックホール 奇蹟の夜～』 – アントワーン・フークア (アメリカ)
- 『恋愛適齢期』 – ナンシー・メイヤーズ (アメリカ)

## 日本映画
コンペティション部門に日本映画は出品されなかった。パノラマ部門において、荒戸源次郎の『赤目四十八瀧心中未遂』、石橋義正の『The Fuccon Family ザ・フーコン・ファミリー』、行定勲の『きょうのできごと a day on the planet』が、フォーラム部門で三池崇史の『着信アリ』とSABUの『ハードラックヒーロー』、清水宏の『簪』『港の日本娘』『歌女おぼえ書』、森﨑東の『ニワトリはハダシだ』、青年映画部門で荻上直子の『バーバー吉野』が上映された。

## 審査員
- フランシス・マクドーマンド (アメリカ/女優)
- Maji-da Abdi (エチオピア/監督)
- ヴァレリア・ブルーニ＝テデスキ (イタリア/女優)
- サミラ・マフマルバフ (イラン/監督)
- ペーター・ロンメル (ドイツ/プロデューサー)
- ガブリエレ・サルヴァトレス (イタリア/監督)
- ダン・タルボット (アメリカ/配給会社設立者)